# 布里奇黑德 (加利福尼亞州)
布里奇黑德（英語：Bridgehead）是位於美國加利福尼亞州康特拉科斯塔縣的一個非建制地區。該地的面積和人口皆未知。

## 地理
布里奇黑德的座標為38°00′18″N 121°45′20″W / 38.00500°N 121.75556°W，而該地的平均海拔高度為11米（即36英尺）。